# 1833年スペイン地方行政区分再編

1833年の地方行政区分再編による、15の「歴史的地域」と49の県

1833年にスペインで行われた地方行政区分の再編についてまとめる。
この地方行政区分再編では49の県(スペイン語: provincias)が設置されたほか、各県は15の「歴史的地域」(スペイン語: regiones históricas)にまとめられた。この際に考案された「歴史的地域」の多くは、スペインの民主化後の1979年から1983年に相次いで成立した自治州として引き継がれている。

## 内容
1833年地方行政区分再編によって中央集権体制の基礎が築かれたとされる。短命に終わった1822年地方行政区分再編にわずかな修正を加えたものであり、カラタユー県、ビエルソ県、ハティバ県の3県は他県と合併させられた。
45県は県都の名称がそのまま県の名称となったが、ナバーラ県（県都パンプローナ）、アラバ県（県都ビトリア）、ギプスコア県（県都サン・セバスティアン）、ビスカヤ県（県都ビルバオ）の4県のみはその歴史性が考慮されて、県都名と県名に異なる名称が付けられた。フランスの地方行政区分をモデルとしたものの、面積が均質で人為性の強いフランスの制度と比べると、スペインでは歴史性が尊重された。
「歴史的地域」は今日の自治州のような第一級行政単位ではなく、何らかの権限や行政機関は存在しなかった。各県には中央政府が任命した統治者（県知事）が配置された。

## 地図

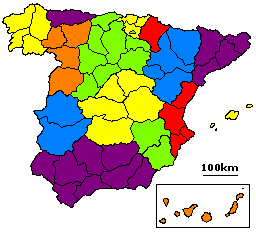
短命に終わった1822年地方行政区分再編

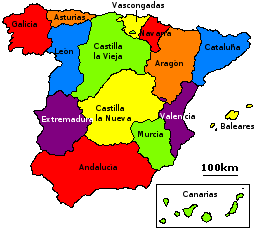
1833年11月30日王令による「歴史的地域」

| 「歴史的地域」                 | 県 |
| ------------------------------ | --- |
| アンダルシア地域               | アルメリア県、カディス県、コルドバ県、グラナダ県、ウエルバ県、ハエン県、マラガ県、セビリア県                 |
| アラゴン地域                   | ウエスカ県、テルエル県、サラゴサ県                                                                           |
| アストゥリアス地域             | オビエド県                                                                                                   |
| バレアレス諸島地域             | パルマ・デ・マヨルカ県                                                                                       |
| カナリア諸島地域               | サンタ・クルス・デ・テネリフェ県                                                                             |
| カスティーリャ・ラ・ヌエバ地域 | シウダ・レアル県、クエンカ県、グアダラハラ県、マドリード県、トレド県                                         |
| カスティーリャ・ラ・ビエハ地域 | アビラ県、ブルゴス県、ログローニョ県、パレンシア県、サンタンデール県、セゴビア県、ソリア県、バリャドリッド県 |
| カタルーニャ地域               | バルセロナ県、ヘローナ県、レリダ県、タラゴナ県                                                               |
| エストレマドゥーラ地域         | バダホス県、カセレス県                                                                                       |
| ガリシア地域                   | ラ・コルーニャ県、ルーゴ県、オウレンセ県、ポンテベドラ県                                                     |
| レオン地域                     | レオン県、サラマンカ県、サモーラ県                                                                           |
| ムルシア地域                   | アルバセテ県、ムルシア県                                                                                     |
| ナバーラ地域                   | ナバーラ県                                                                                                   |
| バレンシア地域                 | アリカンテ県、カステリョン県、バレンシア県                                                                   |
| バスク地域                     | アラバ県、ギプスコア県、ビスカヤ県                                                                           |
| 出典: 1833年11月30日王令       | |

## 沿革

### 背景
1789年には啓蒙派宰相のホセ・モニーノ（フロリダブランカ伯）が、スペイン全土を31の県に分割する地方行政区分再編案を示した。フロリダブランカ伯の案ではカタルーニャ、ガリシア、アラゴンなどが1つの県だった。その後、スペイン1812年憲法(カディス憲法)が制定されたカディス議会（1810年-1814年）の時期には、スペイン全土を37県に分割する案が出された。
スペイン立憲革命が起こってカディス憲法が復活した「自由主義の3年間」（1820年-1823年）には、スペイン全土を52県に分割する案が出されたが、1822年地方行政区分再編は短命に終わった。

### 1833年地方行政区分再編
1833年11月20日王令ではハビエル・デ・ブルゴス大臣による地方行政区分再編案が批准された。ハビエル・デ・ブルゴスは1822年の再編案に目を向けたほか、フランスの地方行政区分を見本とし、面積・人口・地勢などを考慮した。この1833年の地方行政区分再編の結果、スペインには49の県が誕生し、各県は15の「歴史的地域」(スペイン語: regiones históricas)にまとめられた。1833年以後には「歴史的地域」を正式な機関に格上げする計画が何度かなされた。

### 近代(1833-1975)における修正
1836年にはアルバセテ県・アリカンテ県・ムルシア県の県境が修正され、ビリェーナの自治体がアルバセテ県からアリカンテ県に、サクスの自治体がムルシア県からアリカンテ県に編入された。1841年にはログローニョ県の範囲を1822年の範囲に戻す王令が公布されたが、この王令が実施されることはなかった。
1844年から1854年までギプスコア県の県都はサン・セバスティアンではなくトローサに置かれた。1846年にはシウダ・レアル県とアルバセテ県の県境が修正され、ビリャロブレドの自治体がシウダ・レアル県からアルバセテ県に編入された。
1851年にはレケーナとウティエルの自治体がクエンカ県からバレンシア県に編入された。
カナリア諸島は単独でサンタ・クルス・デ・テネリフェ県を構成していたが、1927年にはラス・パルマス県とサンタ・クルス・デ・テネリフェ県に分割され、これによって現在の50県が確立された。

### 民主化以後(1975-)の修正

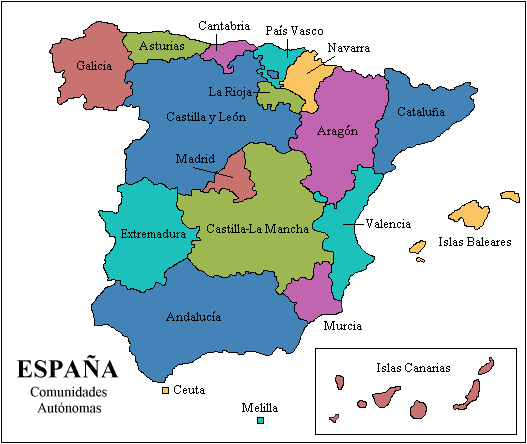
1975年以後に設置された自治州

1980年にはログローニョ県の名称がラ・リオハ県に変更された。1982年にはカンタブリア州の成立にともなって、サンタンデール県の名称がカンタブリア県に変更された。1983年にはオビエド県の名称がアストゥリアス県に変更された。
1992年にはヘローナ県とレリダ県の正式名称が変更された。ヘローナ県はスペイン語名「Gerona」からカタルーニャ語名「Girona」（ジローナ県）となり、レリダ県はスペイン語名「Lérida」からカタルーニャ語名「Lleida」（リェイダ県）となった。これにともなってヘローナ県/ジローナ県の2文字表記はGEからGIに変更されている。
1995年にはガトヴァの自治体がカステリョン県からバレンシア県に編入された。
1997年にはパルマ・デ・マヨルカ県の名称がバレアレス諸島県に変更され、2文字表記もPMからIBに変更されている。1998年にはラ・コルーニャ県とオーレンセ県の正式名称が変更された。ラ・コルーニャ県はスペイン語名「La Coruña」からガリシア語名「A Coruña」（ア・コルーニャ県）となり、オーレンセ県はスペイン語名「Orense」からガリシア語名「Ourense」（オウレンセ県）となった。これにともなってオーレンセ県/オウレンセ県の2文字表記はORからOUに変更されている。
2000年代初頭にはギプスコア県議会によってギプスコア県の正式名称がスペイン語の「Guipúzcoa」からバスク語の「Gipuzkoa」に変更され、2011年にはスペイン国会でも承認された。2011年のスペイン国会ではアラバ県とビスカヤ県の正式名称も変更された。アラバ県はスペイン語単独の「Álava」からスペイン語とバスク語の双方を公式名とする「Álava/Araba」に、ビスカヤ県の正式名称はスペイン語の「Vizcaya」からバスク語の「Bizkaia」に変更されている。